# ثري جي بي بي 2
مشروع الشراكة الثاني في الجيل الثالث (بالإنجليزية: 3GPP2)‏ هو مشروع تعاوني بين جمعيات الاتصالات يهدف لجعل مواصفات الجيل الثالث من نظام الهاتف المحمول قابلة للتطبيق عالميًا في نطاق مشروع IMT-2000 الخاص بالاتحاد الدولي للاتصالات، تأسس المشروع في ديسمبر 1998.
أسست المنظمة مشروع معيار التطور المثالي لنقل البيانات (UMB) الذي يهدف لتطوير جيل رابع يخلف نظام سي دي إم أيه 2000، وفي نوفمبر 2008 أعلنت شركة كوالكوم الراعي الرئيسي للمشروع إنهاء تطويره، مفضلة نظام التطور طويل الأمد (LTE) بدلاً منه.
تُعتبر 3GPP الهيئة القياسية للنظام العام لاتصالات الأجهزة المحمولة التي تهدف لترقية نظام الجيل الثالث من شبكات جي إس إم، بينما تُعد 3GPP2 الهيئة القياسية لنظام الجيل الثالث من شبكات سي دي إم أيه 2000.

## روابط خارجية
- الموقع الرسمي
- حول 3GPP2
- TIA – U.S. 3GPP2 Standards Developer